# Шунт

Обозначение шунта на принципиальных электрических схемах

Шунт — устройство, которое позволяет электрическому току (либо магнитному потоку) протекать в обход какого-либо участка схемы, обычно представляет собой низкоомный резистор, катушку или проводник.
Шунтирование — процесс параллельного подсоединения электрического элемента к другому элементу, обычно с целью уменьшения итогового сопротивления цепи.
Впервые предложен американским изобретателем Эдвардом Вестоном в 1893 году.

## Измерительный шунт

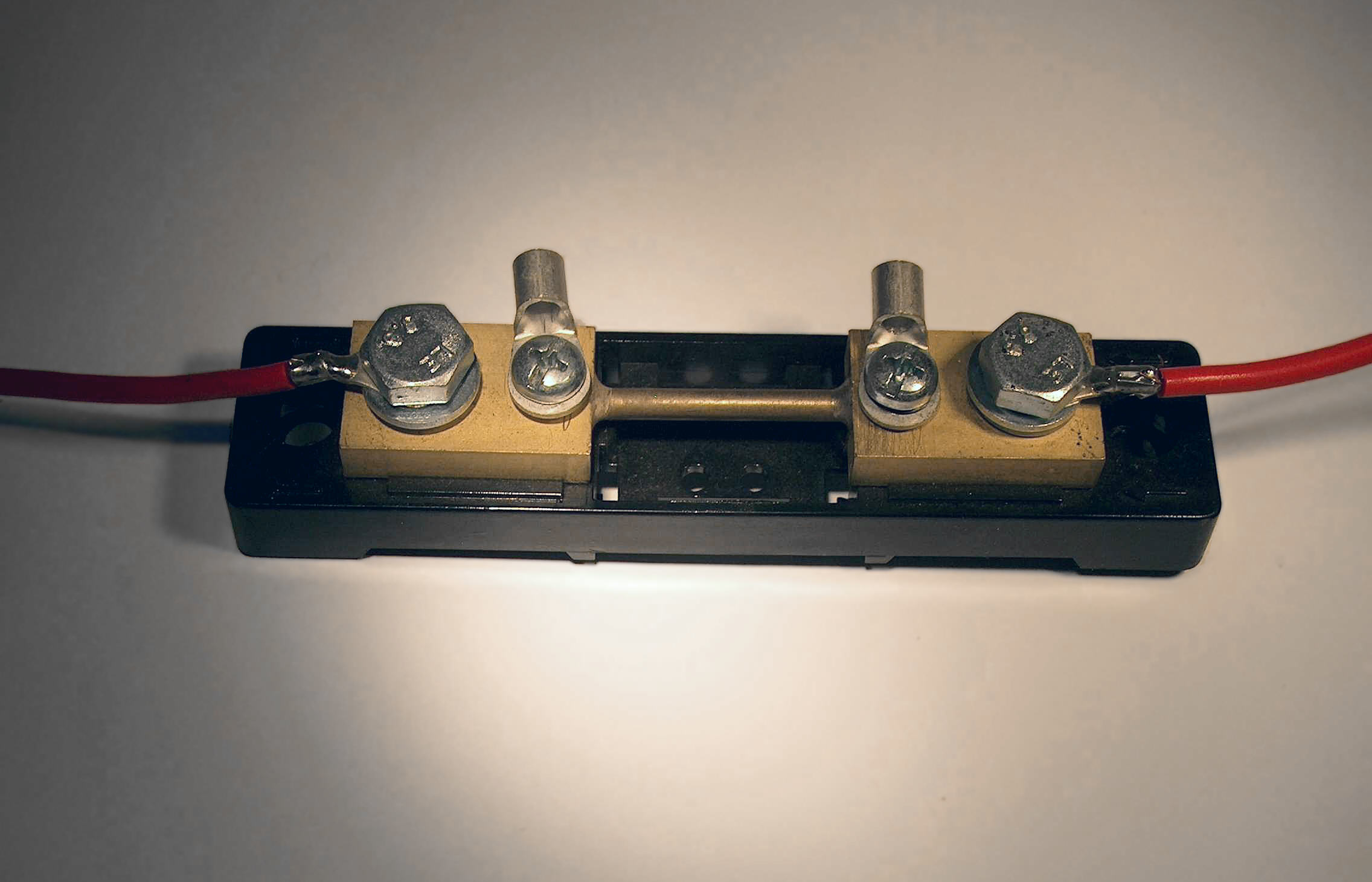
Измерительный шунт

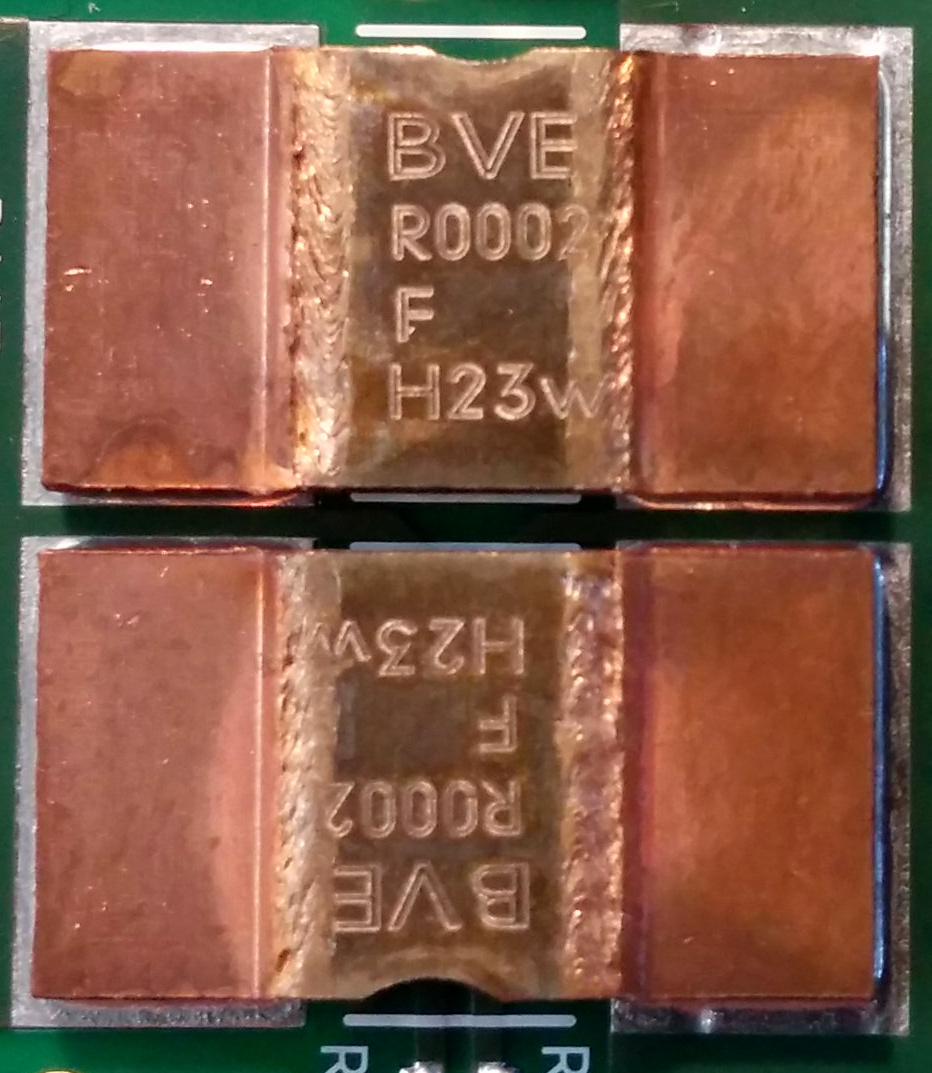
SMD-шунт резистивный

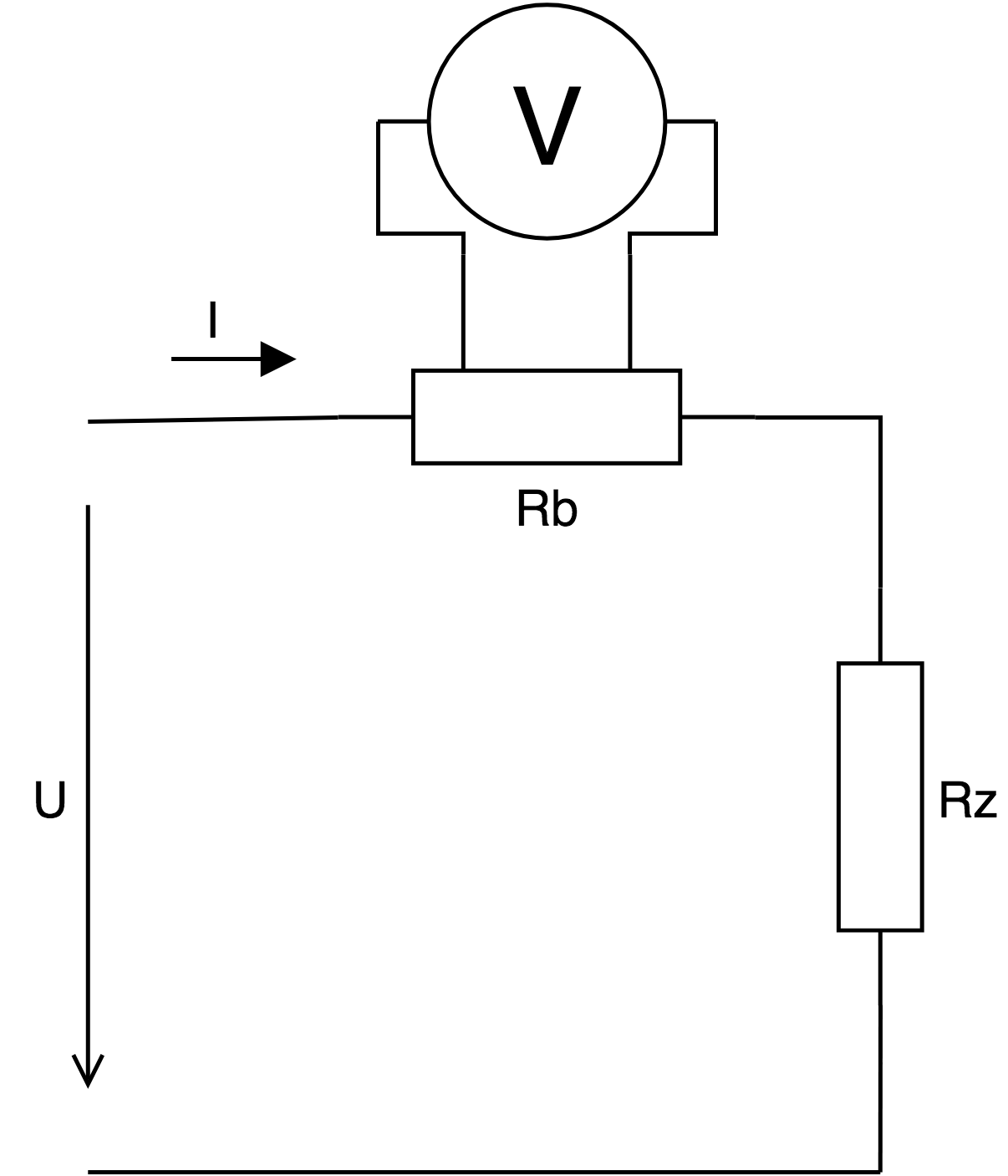
Схема подключения вольтметра

Например, шунты применяются для изменения верхнего предела измерения у амперметров магнитно-электрической системы. При этом необходимое сопротивление шунта рассчитывают по формуле:
{\displaystyle R_{2}={\frac {R_{1}\cdot I_{1}}{I-I_{1}}},}
где:
- {\displaystyle R_{2}} — сопротивление шунта, Ом;
- {\displaystyle R_{1}} — сопротивление амперметра, Ом;
- {\displaystyle I} — максимальный ток, который будет соответствовать полному отклонению стрелки прибора, А;
- {\displaystyle I_{1}} — номинальный максимальный ток, измеряемый амперметром без шунта, А.

Если необходимый предел измерения значительно превосходит номинальный ток амперметра, то этим током в знаменателе можно пренебречь, и тогда формула принимает вид:
{\displaystyle R_{2}={\frac {R_{1}\cdot I_{1}}{I}}}.
Например, для измерения токов до 10 А амперметром, имеющим сопротивление 2000 Ом и максимальный ток 50 мкА, понадобится шунт сопротивлением
{\displaystyle R_{2}\approx {\frac {2000\cdot 5\cdot 10^{-5}}{10}}=0,01} Ом.
Применение шунтов позволяет расширить пределы показаний амперметра (за счёт ухудшения разрешающей способности и чувствительности прибора).
Важные замечания:
1. Высокоомный проводник шунта припаивается к контактам.
2. Контакты шунта имеют раздельное подключение измерительной цепи и головки прибора.